# Аббас аль-Мусави
Аббас аль-Мусави (араб. عباس الموسوي‎; 26 октября 1952, Эн-Наби-Шаит, долина Бекаа, Ливан — 16 февраля 1992, Южный Ливан, Ливан) — шиитский деятель, лидер движения «Хезболла» в Ливане. Убит в результате спецоперации израильской армии в 1992 году.

## Биография
Мусави родился в деревне Эн-Наби-Шаит в долине Бекаа (Ливан), получил религиозное образование в Эн-Наджафе, Ирак. Там он попал под влияние радикальных идей аятоллы Хомейни. Возвратился в Ливан в 1978 году.
В мае 1991 года Мусави был избран новым генеральным секретарем «Хезболлы» и считался представителем относительно умеренного крыла движения. Уже спустя несколько дней после избрания он выступил с инициативой об обмене заключенными между Израилем и «Хезболлой», что было воспринято как шаг на пути к переговорам между двумя враждующими сторонами. Во второй половине 1991 года в Ливане были освобождены семь британских и американских заложников. Наблюдатели связали это с деятельностью Мусави, несмотря на то, что он не оставлял антизападную и антиизраильскую риторику. Многие западные наблюдатели считали, что под его руководством Хезболла была ответственна за ряд террористических актов, включая взрывы в Бейруте в 1983 году, в результате которых погибло около 300 американских и французских миротворцев.
16 февраля 1992 года израильские вертолёты обстреляли ракетами автоколонну в Южном Ливане, в результате чего Мусави, его жена, сын и четверо их спутников погибли. Израильские официальные лица заявили, что атака была специально запланирована для ликвидации лидера «Хезболлы», в отместку за похищение и гибель пропавших без вести израильских военнослужащих в 1986 году и похищение офицера морской пехоты США и сотрудника миссии ООН по поддержанию мира Уильяма Хиггинса в 1988 году. Радикальная группировка «Организация исламского джихада» в ответ на убийство Мусави совершила нападение на израильское посольство в Буэнос-Айресе. На посту генерального секретаря «Хезболлы» Мусави заменил Хасан Насралла.